# Pentax K-r
Die Pentax K-r ist eine digitale Spiegelreflexkamera der Marke Pentax mit 12-Megapixel-Sensor. Sie kam im Oktober 2010 auf den Markt.

## Beschreibung
Die K-r ist eine sehr kompakte DSLR mit Kunststoffgehäuse, welche technisch über der Pentax K-x einzuordnen ist. Sie ist leichter als andere digitale Pentax-Spiegelreflexkameras, besitzt aber keinen Spritzwasserschutz, wie ihn beispielsweise die K10D, K20D, K200D, K-7 und K-5 haben, und wird meist mit einem Leichtbau-Kit-Objektiv (DA-L) verkauft.

## RAW-Formate
Die Kamera kann in zwei verschiedenen RAW-Formaten aufzeichnen, zum einen dem herstellereigenen PEF-Format, zum anderen dem offenen Standard-Format Adobe Digital Negative (DNG). Ferner kann jedes Bild gleichzeitig im RAW- und im JPEG-Format abgelegt werden.